# Ilyushin Il-80
O Ilyushin Il-80 (Maxdome) é um avião russo, usado como Posto de Comando Aéreo. Foi desenvolvido com base no civil Il-86.

## Desenvolvimento

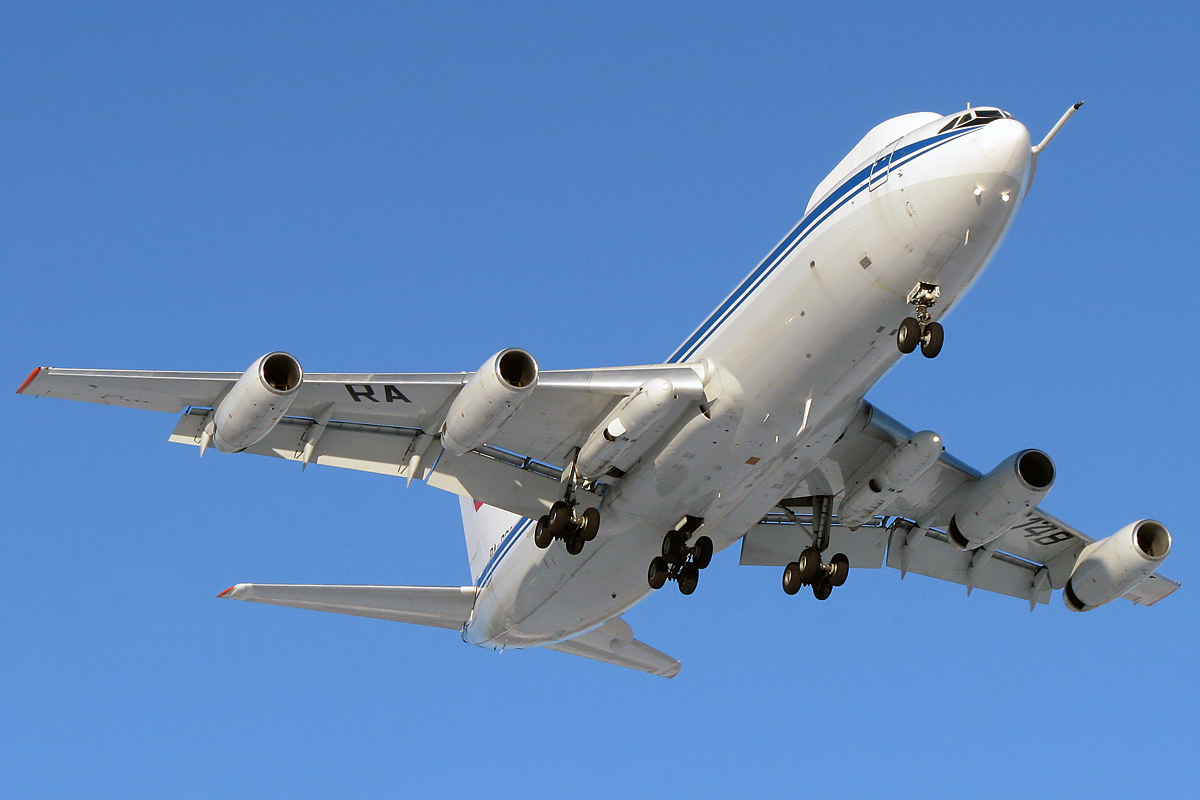
Il-80

O Ilyushin Il-80 possui o nome OTAN Maxdome (apesar de fortes fontes dizerem que seu nome é Camber, como o jato comercial Il-86). O nome russo para a aeronave é Aimak, ou Eimak. Acredita-se que a aeronave tenha voado pela primeira vez no verão de 1985, com a primeira aeronave finalizada completamente em 5 de Março de 1987, e as entregas começando mais tarde no mesmo ano. Ao todo, tem-se o conhecimento de que quatro aeronaves foram convertidas do Il-86. Estão registrados como SSSR-86146 até 86149, e foram observados por fotógrafos pela primeira vez em 1992.
Bastante diferente do Ilyushin Il-86, o Il-80 (e também o Il-86VKP) é um Centro de Comando Aéreo para oficiais Russos, incluindo o presidente, no evento de uma Guerra Nuclear. As tarefas do Ilyushin Il-80 são similares às do Boeing E-4B. O Il-80 não possui janelas externas (além das janelas do cockpit) para protegê-la de uma explosão nuclear ou pulsos eletromagnéticos. Apenas a porta dianteira do deck superior e a porta traseira na direita permanecem em seus lugares. Há apenas uma porta com escada, ao invés de três.

## Operadores
Rússia
- Força Aérea Russa - 8ª Divisão de Aviação de Propósito Especial, aeroporto de Chkalovsky

## Ligações Externas
- Foto de um Il-80 (Il-86VKP) em voo